# To the Ends of the Earth (album)
To the Ends of the Earth è il quarto album live degli Hillsong United con canzoni di lode e adorazione. È proprio da questo album in poi che il gruppo assume la denominazione di "Hillsong United" e non più di "United Live".

## Tracce[2][3]
1. Data [intro] - 0:29
2. All About You (Joel Houston) - 5:06
3. Free (Marty Sampson) - 4:02
4. Unify (Michelle Fragar) - 5:15
5. All... (Joel Houston) - 6:00
6. To the Ends of the Earth (Joel Houston & Marty Sampson) - 5:53
7. Need You Here (Reuben Morgan) - 7:23
8. Glory (Reuben Morgan) - 7:39
9. Father, I (Jonathon Douglass) - 5:46
10. My God (Marty Sampson) - 5:00
11. Now That You're Near (Marty Sampson) 4:43
12. Am I to Believe (Joel Houston) - 5:36
13. All About You [radio remix] (Joel Houston) - 3:35
14. My God [radio remix] (Marty Sampson) - 3:44